# 川口雅代
川口雅代（6月7日—），日本福岡縣福岡市出身（在東京成長），現在居住美國紐約市的新聞工作者、記者、演員、創作歌手、歌手、藝人、DJ、配音員。

## 來歷、人物
東京都立日比谷高等學校畢業後。1981年，就讀日本大學藝術學部演劇學科期間，參加文化放送的電台節目「Miss DJ Request Parade」，從此正式出道，同時以創作歌手為主要從事行業。同年，在TBS的電視劇『2年B組仙八老師』（飾演瑪丹娜）正式投入演藝界。大學畢業之後以主持人一職在許多電視、電台節目中活躍。
1994年參加KONAMI戀愛遊戲《純愛手札》幫女主角之一的片桐彩子進行配音，由於該作品受到熱到迴響，成為她的唯一配音代表作品。
1995年調派至美國任職電視電台的駐地記者。目前以自由記者、新聞工作者的身份在紐約市為NHK或MBS電台等台進行現場轉播的工作。2001年9月11日發生九一一襲擊事件期間，曾將事件發生的詳細過程與狀況轉發由日本當地電視及電台進行緊急插播報導。
私生活方面。已婚，丈夫是紐約在地的科學研究員，育有一個男孩子。

### 逸事
川口從小居住過福岡、大阪、東京等地，因此擅長博多方言、大阪方言。
暱稱，由暱稱來自於在錄音室進行錄音時因為經常大聲開門進出，被樂團鼓手林立夫說「?!」。
喜歡的食物是拉麵。

## 音樂

### 單曲
- 「Affair」作詞：川野珠音、作曲：川口雅代、編曲：船山基紀
- 「KISS」作詞：川野珠音、作曲：川口雅代、編曲：船山基紀
- 「Miss Call」作詞：川野珠音、作曲：川口雅代、編曲：鈴木茂（日语：鈴木茂 (ギタリスト)）
- 「夏少女」作詞&作曲：川口雅代、編曲：鈴木茂
- 作詞：岡田富美子（日语：岡田冨美子）、作曲：川口雅代、編曲：佐藤準
- 「愛」作詞：岡田富美子、作曲：澤田久美子、編曲：佐藤準
- 「 ～～」作詞：竹花子、作曲：福留順一、編曲：若草惠
- 「Melty」作詞&作曲：川口雅代、編曲：井上鑑（日语：井上鑑）

### 專輯
『masshy@love.net』（1998年7月3日發行）
1. 作詞：青柳美奈子、作曲：南利一
2. 「You can say！」作詞：鈴、作曲：梅崎俊春
3. 「Aya's Cooking Lesson」作詞：熊野清美（日语：くまのきよみ）、作曲：小西真理
4. 「Melty」作詞&作曲：川口雅代
5. 作詞：大內正德、作曲：妹尾
6. 作詞：比留間徹、作曲：上杉洋史（日语：上杉洋史）
7. 「MIRACLE OF THE CENTURY」作詞&作曲：根津洋子
8. 作詞：熊野清美、作曲：辰巳博成
9. 作詞&作曲：川口雅代
10. 「夏少女」作詞&作曲：川口雅代
11. 「SMILE」作詞&作曲：上田誠

『SALUTE ～～』（1981年發行）
1. 「Fall in Love」作詞：下田逸郎（日语：下田逸郎）、作曲：川口雅代、編曲：鈴木茂（日语：鈴木茂 (ギタリスト)）
2. 「Miss Jap」作詞：川口雅代、作曲：西木榮二、編曲：井上鑑（日语：井上鑑）
3. 作詞&作曲：川口雅代、編曲：井上鑑
4. 作詞：來生、作曲：川口雅代、編曲：鈴木茂
5. 「夏少女」作詞&作曲：川口雅代、編曲：鈴木茂
6. 「Affair」作詞&作曲：川口雅代、編曲：船山基紀
7. 「最新情報」作詞&作曲：近田春夫（日语：近田春夫）、編曲：鈴木茂
8. 作詞&作曲：西木榮二、編曲：鈴木茂
9. 「Melty」作詞&作曲：川口雅代、編曲：井上鑑
10. 作詞：川野珠音、作曲：川口雅代、編曲：井上鑑

## 電視出演
TBS
- 2年B組仙八老師（日语：2年B組仙八先生）
- 高校教師
- 週三電視劇特輯（日语：水曜ドラマスペシャル）「週三的戀人們3 結婚的意願與對策」
- 在世界中找尋愛（日语：世界めぐり愛）（TBS）

朝日電視台
- 週六WIDE劇場（日语：土曜ワイド劇場）
- CAR GRAPHIC TV（日语：カーグラフィックTV）
- TV PRE★STAGE

其它電視台
- INTERNET EXPRESS（東京電視台）
- 美國職棒大聯盟觀戰導覽（旅Channel（日语：旅チャンネル））

## 廣播節目
- （文化放送）
- BIG BANG TOKYO（日语：BIG BANG TOKYO）（TOKYO FM）
- SATURDAY BRACING MORNING（日语：SATURDAY BRACING MORNING）（bayfm）
- EBONY EYES（FM横濱（日语：横浜エフエム放送））

## 相關項目
- 福岡縣出身人物列表（日语：福岡県出身の人物一覧）

## 外部連結
- 川口雅代的官方個人網站 （日語）
- 川口雅代的歌曲一覽 （日語）
- （日語）
- 川口雅代的Facebook專頁 （日語）